# Stadtkirche Homberg (Ohm)

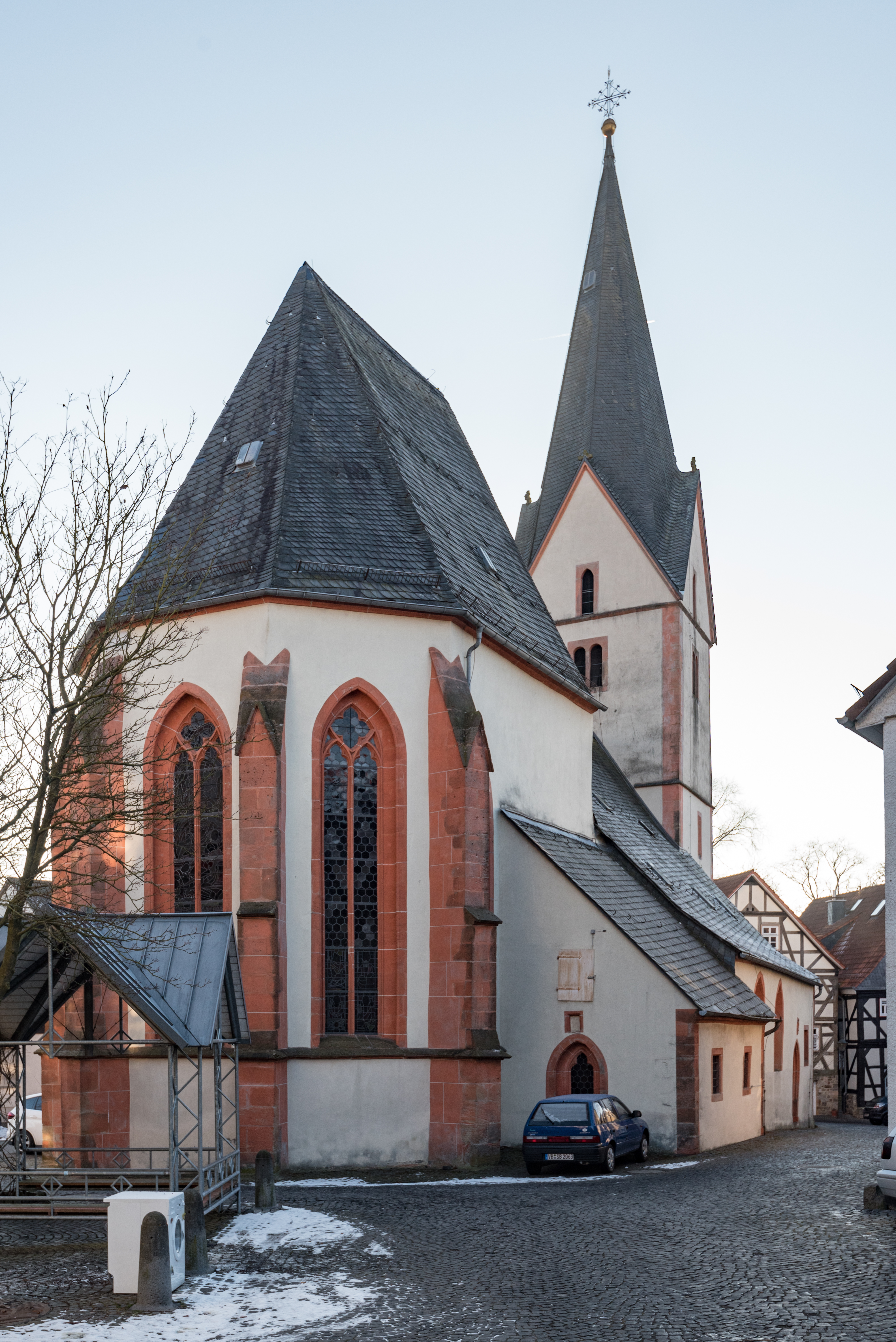
Stadtkirche Homberg (Ohm)

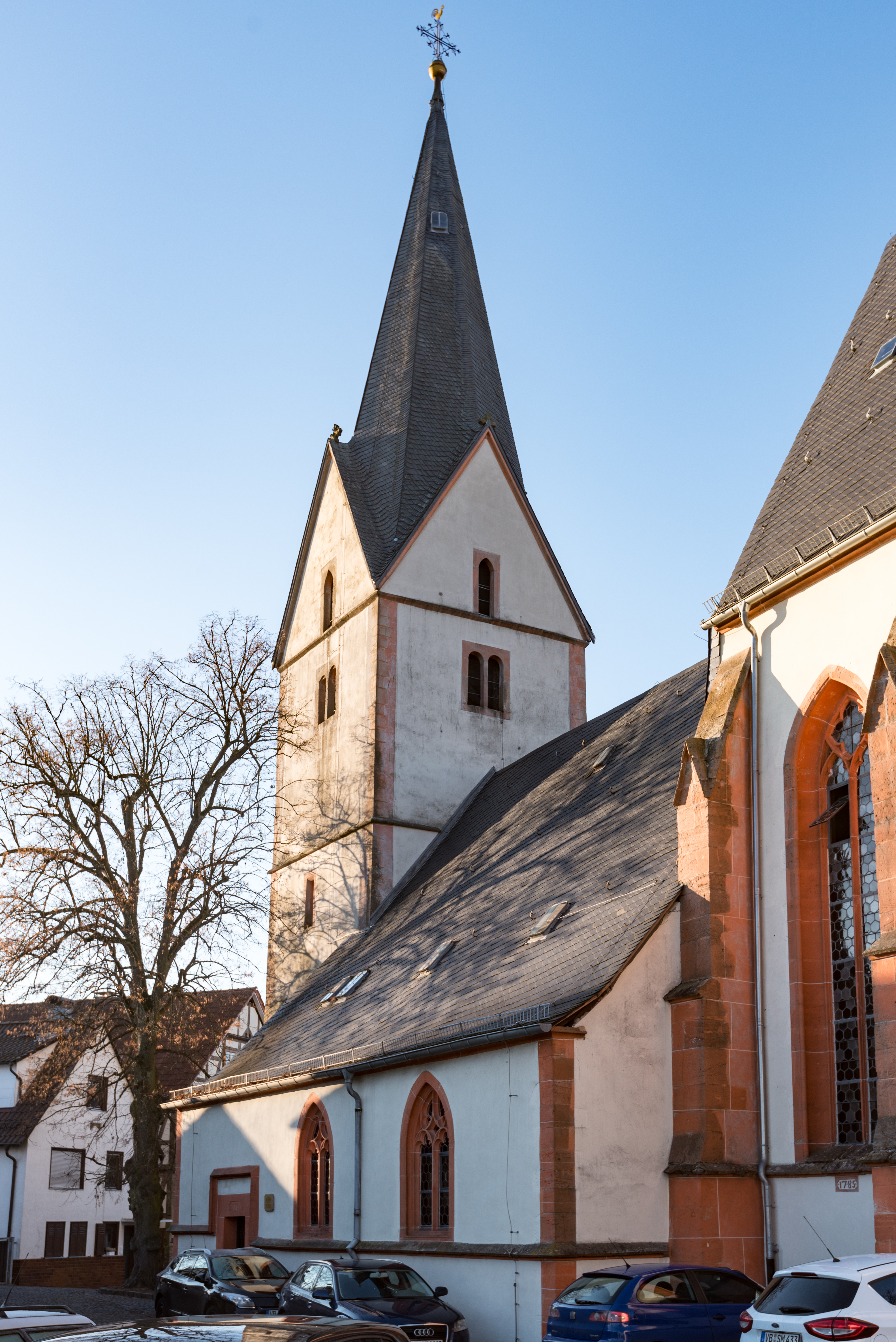
Langhaus und Turm

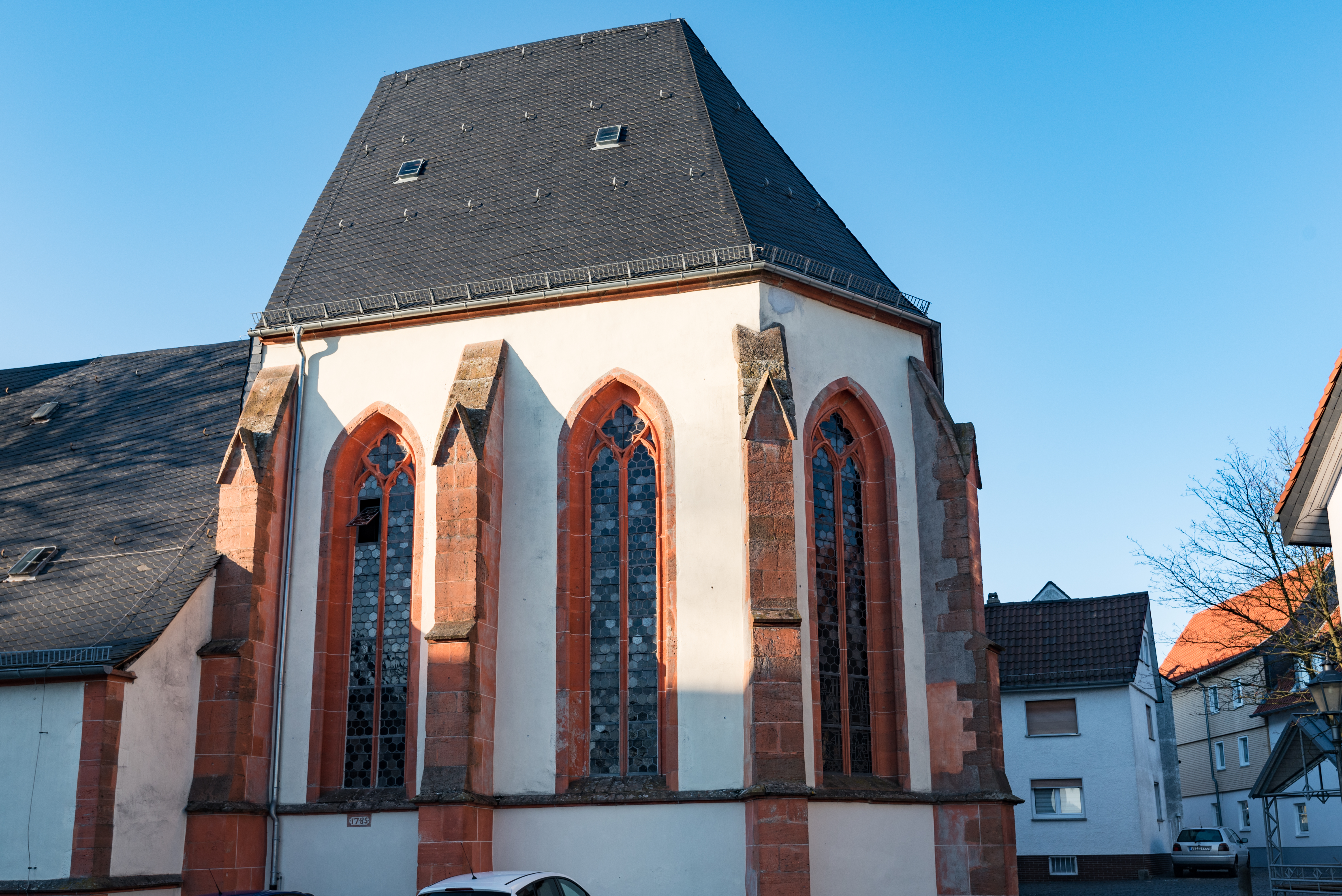
Chor

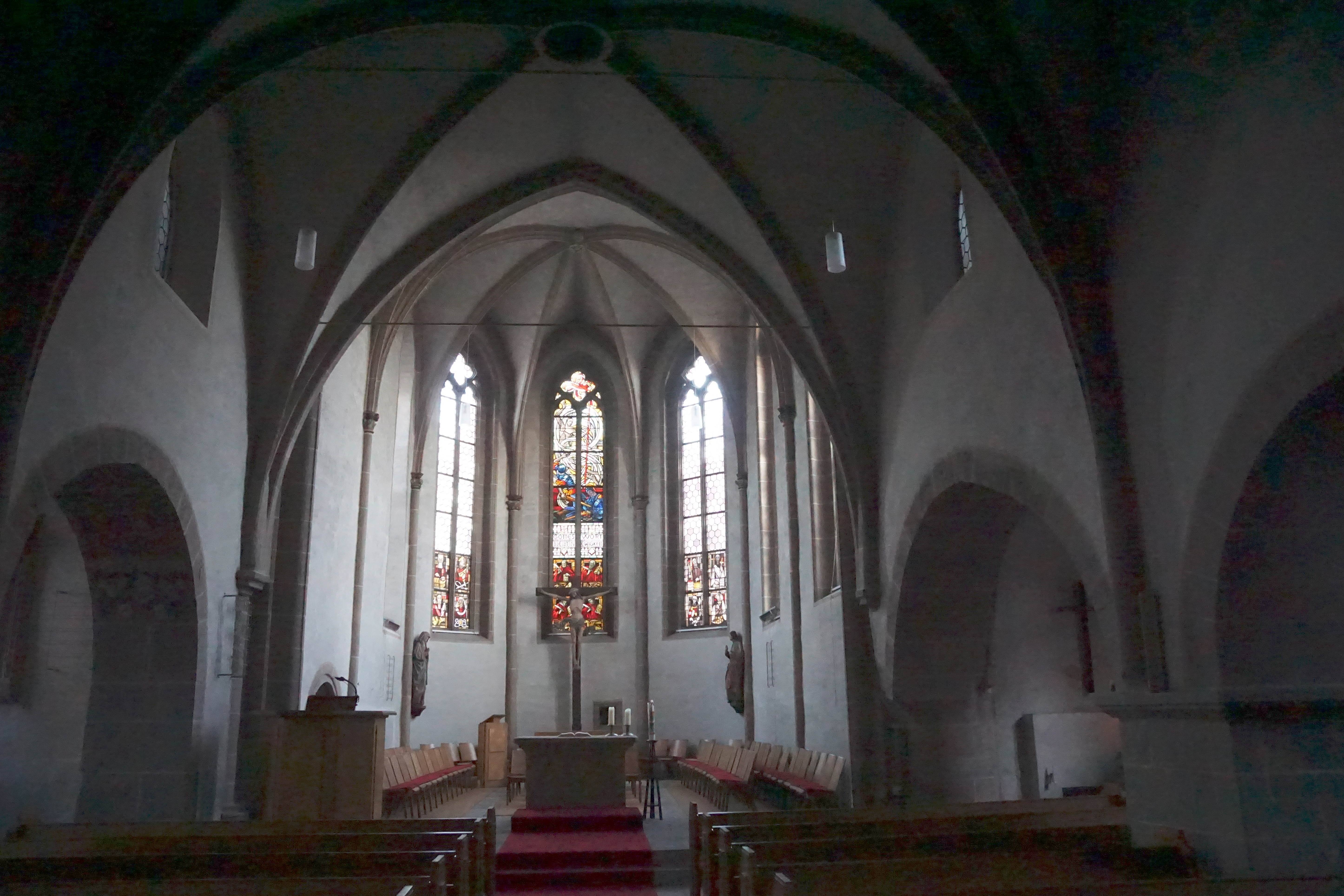
Innenansicht

Die evangelische Stadtkirche ist eine dreischiffige, ehemals romanische, später zur Stufenhalle umgebaute Basilika mit gotischem Chor in Homberg (Ohm) im mittelhessischen Vogelsbergkreis. Sie gehört zur Evangelischen Kirchengemeinde Homberg (Ohm) im Dekanat Vogelsberg der Evangelischen Kirche in Hessen und Nassau.

## Geschichte
Die Stadtkirche, ehemals mit Marienpatrozinium, liegt im Süden der Altstadt, gehört zu den Einturmkirchen und wird in der äußeren Ansicht durch das relativ niedrige Langhaus in Form einer Stufenhalle zwischen dem hohen Westturm und dem hohen gotischen Chor geprägt. Eine möglicherweise bereits mit Gewölben geschlossene, dreischiffige romanische Pfeilerbasilika wurde nach dendrochronologischer Datierung bis 1256 (d) vollendet und ähnelt den Kirchen in Alsfeld und Geiß-Nidda im Bautyp. Von den Bauformen und der Wölbung her ist die Kirche vergleichbar den beiden Stadtkirchen von Volkmarsen und Wolfhagen im Grenzgebiet zwischen Westfalen und Hessen. Von diesem Bauwerk sind am heutigen Langhaus nur die Außenwände, Pfeiler und Scheidarkaden mit dem Obergaden erhalten. Der Westturm wurde im dritten Viertel des 13. Jahrhunderts erbaut. Das ursprüngliche Chorquadrat mit Apsis aus der Zeit vor 1365 (d) wurde im 15. Jahrhundert durch einen erheblich höheren Chor ersetzt, der in den Formen der Alsfelder Kirche verwandt ist. Wenig später wurde die Sakristei an die Nordseite des Chors angebaut. Ein geplanter Umbau zur Hallenkirche gedieh in der zweiten Hälfte des 15. Jahrhunderts nur zu einer Stufenhalle (1491).
In den Jahren 1926–1932 wurden spätere Emporeneinbauten weitgehend entfernt und das Innere eingreifend umgestaltet. Bei einer Renovierung im Jahr 1962 wurde die Orgel auf die Westempore versetzt. Bei einer Renovierung und Restaurierung in den Jahren 1984/1985 wurden einige Steinmetzzeichen gefunden und freigelegt.

## Architektur
Der hohe frühgotische Westturm ist durch drei schmale horizontale Gesimse gegliedert und zeigt ein spitzbogiges Hauptportal. Die Ostwand des Turms ist auf die Westwand des älteren romanischen Langhauses aufgesetzt. Der Abschluss des Turms erfolgt durch einen für oberhessische Kirchtürme charakteristischen Spitzhelm über vier steinernen Giebeln. Im Langhaus sind alle drei Schiffe unter einem gemeinsamen tief herabgezogenen Satteldach zusammengefasst. Beim Umbau zur Stufenhalle wurden die Seitenschiffswände erhöht und mit Maßwerkfenstern versehen. Der Chor besteht aus nur einem Joch mit Fünfachtelschluss und ist mit Maßwerkfenstern und Strebepfeilern versehen.
Das Erdgeschoss des Turms ist mit einem Kreuzrippengewölbe abgeschlossen, im Obergeschoss war eine Einwölbung vorgesehen, wurde jedoch nicht ausgeführt; möglicherweise war eine Michaelskapelle geplant. Die Fenster sind mit Plattenmaßwerk versehen, darüber ist ein Glockengeschoss.
Das Innere des Schiffes ist mit Kreuzrippengewölben geschlossen, die zum Teil mit Symbolen in Relief an den Schlusssteinen versehen sind. Im Mittelschiff sind die Dienste mit romanischen Kämpfern versehen, die einst zu den Arkaden gehörten. In den Seitenschiffen sind teilweise Kopfkonsolen zu finden. Am Triumphbogen mit der Jahreszahl 1477 sowie an den anschließenden Scheidbogenpfeilern an der Ostseite des Schiffs ist erkennbar, dass beim Umbau eine Hallenkirche geplant war, aber nicht vollendet wurde. Im Chor sind die Dienste mit Kelchknospenkapitellen versehen. Über den Seitenschiffen, unter den heute zum Dachstuhl geöffneten ehemaligen Obergadenfenstern ist eine horizontale Maueraussparung zu finden, die ehemals als Widerlager der romanischen Pultdächer der Seitenschiffe diente.

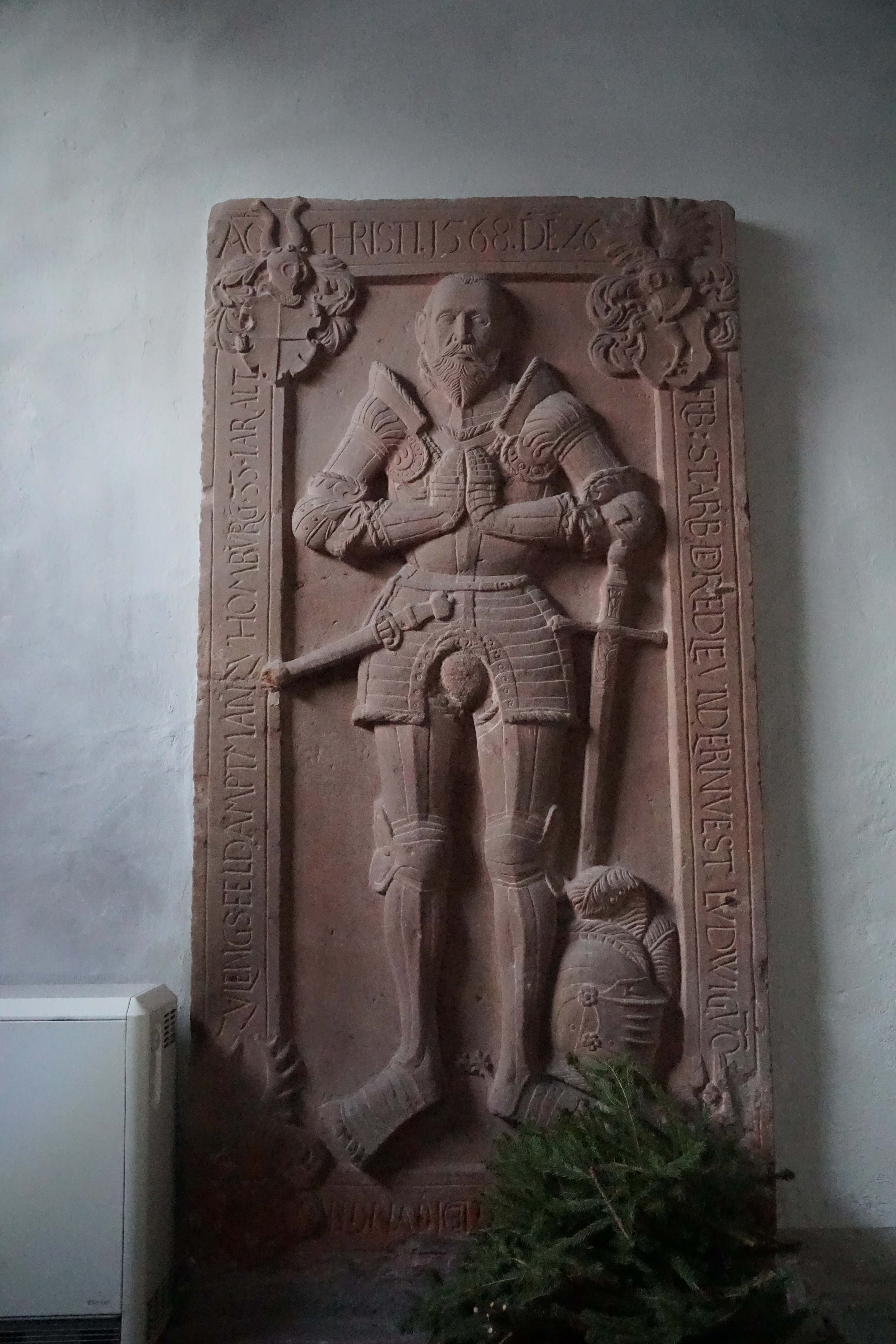
Epitaph des Ludwig von Boyneburg

## Ausstattung
Im östlichen Arkadenbogen sind Fragmente spätmittelalterlicher Wandmalereien aus der ersten Hälfte des 15. Jahrhunderts zu finden, welche die Himmelfahrt Mariä darstellen.
Im nördlichen Seitenschiff ist eine spätgotische Nische von 1521 zu finden, die mit einer baldachinartigen Bekrönung versehen ist. Im Chor ist eine hochgotische Sakramentsnische zu finden. An der neuzeitlichen Altarmensa wurde die gotische Frontplatte aus Sandstein mit Maßwerkblenden wiederverwendet.

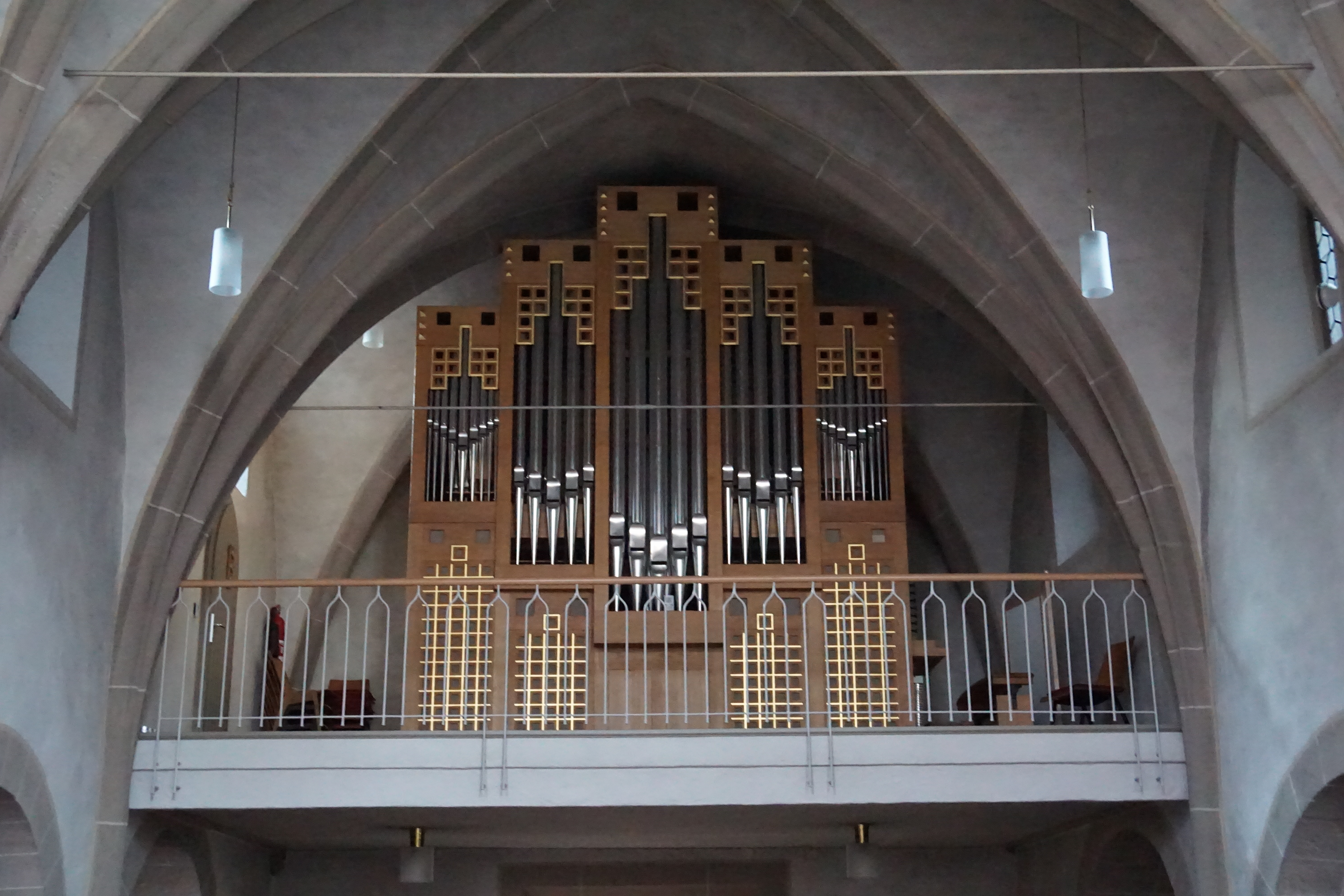
Orgel

Eine nahezu lebensgroße spätgotische Kreuzigungsgruppe aus Holz stammt aus der Zeit um 1500. Ein Allianzwappengrabstein des Jost von Weytters und der Anna Schenck zu Schweinsberg trägt die Jahreszahl 1563. In der Turmhalle ist das Grabdenkmal des Ludwig von Boyneburg († 1568) zu finden, das nach einem Steinmetzzeichen von M. Atzel gearbeitet wurde; weiterhin drei Familiengrabsteine des 18. Jahrhunderts. Über dem Nordportal ist außen ein kleines steinernes Kruzifix von 1491 angebracht.
Die Orgel ist ein Werk der Firma Förster & Nicolaus Orgelbau aus dem Jahr 2002 mit 19 Registern auf zwei Manualen und Pedal.